# Fill (musique)
Pour les articles homonymes, voir Fill.
Dans la musique populaire, un fill (littéralement « remplissage » ou « comblement », en français) est un court passage musical, un riff ou un son rythmique qui aide à soutenir l'attention de l'auditeur pendant une pause entre les phrases d'une mélodie.

## Description
« Les termes riff et fill sont parfois utilisés de manière interchangeable par les musiciens, mais [alors que] le terme riff fait généralement référence à une phrase musicale exacte répétée tout au long d'une chanson », un fill est une phrase improvisée jouée pendant une section où il ne se passe rien d'autre dans le morceau musical. Alors que les riffs sont répétés, les fills ont tendance à être variés au cours d'une chanson. Par exemple, un batteur peut remplir la fin d'une phrase avec un coup de charleston en doubles croches, puis remplir la fin de la phrase suivante avec une figure de caisse claire.
Dans les percussions, un fill est défini comme une « courte pause dans le groove - un lick qui « comble les trous » de la musique et/ou signale la fin d'une phrase. C'est un peu comme un mini-solo ». Un fill peut être joué par des instruments de rock ou pop tels que la guitare électrique, la basse, l'orgue, la batterie ou par d'autres instruments tels que les instruments à cordes ou les cuivres. Dans le blues ou le chant scat de style swing, un fill peut même être chanté. Dans un groupe de hip-hop, un fill peut consister en un scratch rythmique effectué par un DJ.
« Les fills peuvent varier en termes de style, de longueur et de dynamique... [bien que] la plupart des remplissages soient simples dans leur structure et courts dans leur durée ». Chaque type de musique populaire, comme le funk, la country et le metal, possède des passages de remplissage caractéristiques, tels que de courts licks scalaires, des runs ou des riffs. On attend des musiciens qu'ils soient capables de sélectionner et d'interpréter des fills adaptés au style à partir d'une collection de fills et de phrases standard. « Bien qu'il s'agisse d'une petite rupture dans le motif, le tempo n'est pas du tout modifié et, dans la plupart des cas, le motif de mesure est repris immédiatement après le fill... Il est important de se rappeler que le flux de la musique ne doit pas être sacrifié à la technicité du fill ».
Les fills d'accords à la guitare ou au clavier sont des « groupes de notes individuelles jouées dans le contexte d'un accord spécifique » pour « produire une contre-mélodie ». Un guitariste qui utilise des fills d'accords gratte l'accord pendant plusieurs brèves, puis interpole plusieurs notes de passage qui mènent à l'accord suivant.